# John Lorimer Worden
John Lorimer Worden (Mount Pleasant, 12 de Março de 1818 – Washington, D.C., 19 de Outubro de 1897) foi um almirante americano que serviu na Guerra Civil Americana.

## Carreira
Comandou o USS Monitor contra os Confederados, que lutaram com o CSS Virginia (originalmente USS Merrimack) na primeira batalha entre os couraçados, em 1862.

### A batalha dos couraçados
Ao amanhecer do dia 9, Virginia emergiu mais uma vez de trás de Sewell's Point para completar sua redução da frota federal em Hampton Roads. À medida que o couraçado confederado se aproximava de Minnesota, Worden manobrou o Monitor da sombra do navio encalhado para enfrentar a Virgínia na batalha que revolucionou a guerra naval. Por quatro horas, os dois navios folheados a ferro lutaram enquanto manobravam no canal estreito de Hampton Roads, despejando tiros e granadas um no outro quase sem efeito visível. Três horas depois do início Worden recebeu ferimentos faciais quando um projétil confederado explodiu do lado de fora da casa do piloto que o cegou parcialmente. Ele cedeu o comando a seu primeiro oficial, Samuel D. Greene. Cerca de uma hora depois, o Monitor retirou-se temporariamente da batalha e, ao retornar ao local, descobriu que Virginia também havia se retirado. A primeira batalha entre navios blindados movidos a vapor terminara empatada.